# Farsund
Farsundⓘ es una localidad y municipio del condado de Agder en Noruega.
El poblado de Farsund es uno de los más meridionales del país. fue designado sede del municipio en 1838, aunque ya en 1795 había sido reconocido como un centro comercial. Los municipios rurales de Herad, Lista, y Spind se fusionaron con Farsund en 1965.
Farsund es un municipio costero, lindero con el municipio de Kvinesdal por el norte y Lyngdal por el norte y este. Por su extensión es uno de los municipios más pequeños del condado de Agder, aunque uno de los que cuenta con una mayor població: tenía 9433 habitantes (2012), concentrados en tres centros: el pueblo de Farsund (3198 hab.), Vanse (1901 hab.) y Vestbygda  (pob 1087 hab.). Loshavn con sus casas de madera no pertenece a Farsund.

## Información general

### Nombre
El primer elemento es el momento far, 'viaje, jornada' (con un significado de 'buen viaje'), el último elemento es sund, 'estrecho, seno'.

### Escudo de armas
El escudo de armas se ha utilizado desde 1900 o 1901. Muestra cuatro árboles de tilo (Tilia). Desde alrededor de 1750 hay cuatro tilos en el centro de la ciudad.

## Historia
Hay evidencia de asentamientos en Farsund y Lista desde la Edad de Piedra.
Farsund gozaba de una ubicación estratégica en la pared del Atlántico durante la Segunda Guerra Mundial, con más de 400 búnkeres construidos en el municipio de Farsund, muchos de ellos que aún se pueden visitar. Entre 1940-1945, en Lista se encuentran grandes campos de prisioneros soviéticos, con campos en Kaada y Ore con más de 600 prisioneros. Los prisioneros soviéticos fueron utilizados como mano de obra forzada para construir el aeropuerto Farsund, búnkeres, cuarteles y fortificaciones.
Farsund anteriormente tenía un hospital, de madera, que fue clausurado en 2007

## Economía
Las mayores industrias son Alcoa Lista, una planta de aluminio, y Farsund Aluminium Casting AS, que hace partes de aluminio de automóviles. Históricamente, la navegación y la pesca también han sido importantes. Farsund  era el distrito agrícola más grande del desaparecido condado de Vest-Agder, con 26 km² de tierras productivas, 88 km² de bosque, y 17 km² zonas de agua dulce. Farsund ya estaba también organizada como un centro comercial en 1795, y en 1995 celebró su jubileo de 200 años.
El comercio y los fletes sentaron las bases para la prosperidad, y «la ciudad del estrecho» tuvo un período en que fue una de las ciudades de envíos más grandes del mundo en relación con el tamaño de la población.

## Aeropuerto de Farsund
El Aeropuerto Farsund, Lista (FAN) se cerró en 2002. El aeropuerto tuvo desde 1955 hasta 2002 tráfico programado con Stavanger, Bergen y Oslo. Aerolíneas que frecuentaban Lista, entre otras, fueron Braathens SAFE, Norvig y Air Stord.
El aeropuerto fue construido por la Luftwaffe en 1940, que operó en el aeropuerto con varios escuadrones de combate durante la Segunda Guerra Mundial. Después de la guerra, la Fuerza Aérea Real de Noruega se hizo cargo del aeropuerto, y por un período que fue utilizado como campo de entrenamiento para los reclutas.
Hoy en día, el aeropuerto se ha privatizado y es una zona industrial con solo tráfico GA de menor importancia -t